# Juan Bravo (marino)
Juan Bravo (Llico (Arauco), 1865 - ?) fue un marino chileno de origen mapuche, héroe del Combate naval de Punta Gruesa de la Guerra del Pacífico.

## Primeros años
Nació en la caleta de Llico, provincia de Arauco. Hijo de mapuches —el nombre de su padre sería probablemente Manuel Millacura—, escapó de su casa con los amigos a los 12 años. Cambió su apellido araucano a Bravo y entró a la Armada de Chile como grumete en 1877.

## Guerra del Pacífico
En 1879, estalló la Guerra del Pacífico que enfrentó a Chile contra Bolivia y Perú. El grumete Bravo fue parte de la tripulación de la goleta Covadonga, buque que participó en el bloqueo de Iquique. 
El 21 de mayo de 1879, dos buques peruanos, el monitor Huáscar y la fragata blindada Independencia, llegaron a Iquique con la intención de levantar el asedio al puerto. Ambas naves lucharon contra los dos buques chilenos a cargo del bloqueo: la corbeta Esmeralda y la goleta Covadonga, al mando de Arturo Prat y Carlos Condell, respectivamente.
Mientras la Esmeralda enfrentó al Huáscar en el combate naval de Iquique, la Covadonga puso rumbo al sur y se alejó hacia la bahía Cheurañete, siendo perseguida por la buque blindado Independencia. Finalmente, los dos buques se enfrentaron en el llamado combate naval de Punta Gruesa. El grumete Bravo subió a la cofa del mástil de la Covadonga y con su fusil Comblain logró contener a los artilleros de la Independencia y dejó el cañón de la proa inutilizado. Al llegar a Valparaíso, fue premiado por su participación en el combate. En ese momento tenía solo 14 años.